# Super Thundermanovi
Super Thundermanovi (v anglickém originále The Thundermans) je americký komediální televizní seriál vytvořený Jedem Spingarnem, který byl vysílán na Nickelodeonu od 14. října 2013 do 25. května 2018. V seriálu hrají Kira Kosarin, Jack Griffo, Addison Riecke, Diego Velazquez, Chris Tallman, Rosa Blasi, a Maya Le Clark.

## Obsazení

### Hlavní role
- Kira Kosarin jako Phoebe Thundermanová (český dabing: Adéla Nováková)
- Jack Griffo jako Max Thunderman (český dabing: Jiří Köhler)
- Addison Riecke jako Nora Thundermanová (český dabing: Klára Nováková)
- Diego Velazquez jako Billy Thunderman (český dabing: Jan Köhler)
- Chris Tallman jako Hank Thunderman (český dabing: Bohdan Tůma)
- Rosa Blasi jako Barb Thundermanová (český dabing: Petra Hobzová)
- Maya Le Clark jako Chloe Thundermanová (vedlejší, 3. řada: hlavní 4. řada), (český dabing: Tereza Suchá)
- Dana Snyder jako Dr. Colosso (hlas), (český dabing: Petr Gelnar)

## Vysílání
| Řada | Díly | Premiéra v USA  | Premiéra v USA  | Premiéra v ČR | Premiéra v ČR |
| Řada | Díly | První díl       | Poslední díl    | První díl     | Poslední díl  |
| ---- | ---- | --------------- | --------------- | ------------- | ------------- |
| 1    | 20   | 14. října 2013  | 14. června 2014 | vysíláno      | vysíláno      |
| 2    | 25   | 13. září 2014   | 28. března 2015 | vysíláno      | vysíláno      |
| 3    | 26   | 27. června 2015 | 10. října 2016  | vysíláno      | vysíláno      |
| 4    | 32   | 22. října 2016  | 25. května 2018 | vysíláno      | vysíláno      |